# Passendale (queijo)
O queijo Passendale, recebeu este nome graças à cidade de Passendale, de onde é originário e é um dos queijos mais conhecidos da Bélgica. O Passendale existe em duas variantes, o Classic e o Prelude. Ainda existe uma categoria intermediária, próxima ao Classic, chamada de Passendale Bel Age.
O Passendale tem formato arredondado e casca com consistência firme, amarronzada com pontos brancos. O interior é dourado, com pequenos orifícios e muito cremoso. Tem um buquê levemente doce e sabor suave.
A diferença entre os queijos Classic e Prelude é que o Classic é escovado antes de ser empacotado.

## História
A Família Donck de Passendale começou a produzir queijos antes de 1932. Muitos produtores de leite da região formaram uma cooperativa e após a Segunda Guerra Mundial começaram a produzir leite, manteiga e iogurte. Logo depois se mudaram a uma antiga cervejaria. Em 1978, lançaram um queijo inspirado na tradição local, o "de Groot Hof–Grand’Ferme". Por razões de exportação o queijo foi renomeado como Passendale, em 1980. Em 1991 o grupo Comelco, proprietário da companhia produtora do Passendale, foi comprado pela Campina. O grupo Bongrain assumiu o controle em 2007 e se tornou o segundo maior produtor de queijos da Bélgica.

## Passendale Bel Age
Este queijo fica em maturação por 6 meses nas prataleiras da Passendale e tem um sabor mais característico.